# Obléhání Soluně (676–678)
Obléhání Soluně v letech 676–678 bylo pokusem okolních slovanských kmenů dobýt byzantské město Soluň, přičemž využili zaneprázdnění Byzantské říše, která se v té době bránila prvnímu arabskému obležení svého hlavního města Konstantinopole. Události obléhání jsou popsány ve druhé knize Zázraků svatého Demetria.

## Okolnosti
Za vlády Justiniána I. (527–565) se na dunajské hranici Byzantské říše již objevily slovanské kmeny (Sklavíni). Během několika příštích desetiletí podnikaly nájezdy na Thrákii a Ilýrii, třebaže občas někeří jedinci sloužili i jako žoldnéři v byzantské armádě.  Od 60. let 6. století se některé slovanské kmeny dostaly pod kontrolu nově vzniklého Avarského kaganátu. Jejich nájezdy na byzantské území zesilovaly a později vedly i k trvalému osidlování, zvláště když se Avarům podařilo dobýt opevněná byzantská města, což vedlo ke ztrátě kontroly říše nad okolními oblastmi. V 80. letech 6. století, zatímco byla Byzanc zaměstnána válkou na východě proti sásánovské říši, byl svědkem stále hlubších a ničivějších slovanských nájezdů Balkán a dokonce jižní Řecko. Ve stejném období začalo i rozsáhlé slovanské osidlování balkánského vnitrozemí. Teprve po uzavření míru se sásánovskou říší mohl byzantský císař Maurikios zahájit sérii protiútoků, které zahnaly Avary a jejich slovanské spojence zpět, ale jeho úspěch neměl dlouhého trvání. Po uzurpaci Foky v roce 602 a zahájení další, pro Byzanc ještě katastrofálnější války se Sásánovci, zůstal Balkán téměř bezbranný a dunajská hranice, prolomena Avary a slovanskými kmeny, které se usadily po celém regionu, se znovu zhroutila.
Na počátku 6. století byla Soluň již obklopena rozsáhlým slovanským osídlením a její území se omezovalo jen na prostor uvnitř hradebních zdí, čímž byla „prakticky římským ostrovem ve slovanském moři“. První kniha Zázraků svatého Demetria zaznamenává tehdejší pokusy Slovanů o dobytí města, nejprve neúspěšný útok slovanského vůdce Chacona asi v roce 615, po kterém následovalo neúspěšné obléhání spojenými silami Avarů a Slovanů v roce 617. Do poloviny 7. století byly na bývalém byzantském Balkáně založeny kompaktnější slovanské komunity (sklavinie). Jediná reakce říše přišla v roce 658, kdy císař Konstans II. vtáhl vojensky do Thrákie, uvedl mnoho sklavinií zpět pod byzantskou kontrolu a přesídlil velký počet Slovanů do Malé Asie.

## Bezprostřední příčina obležení

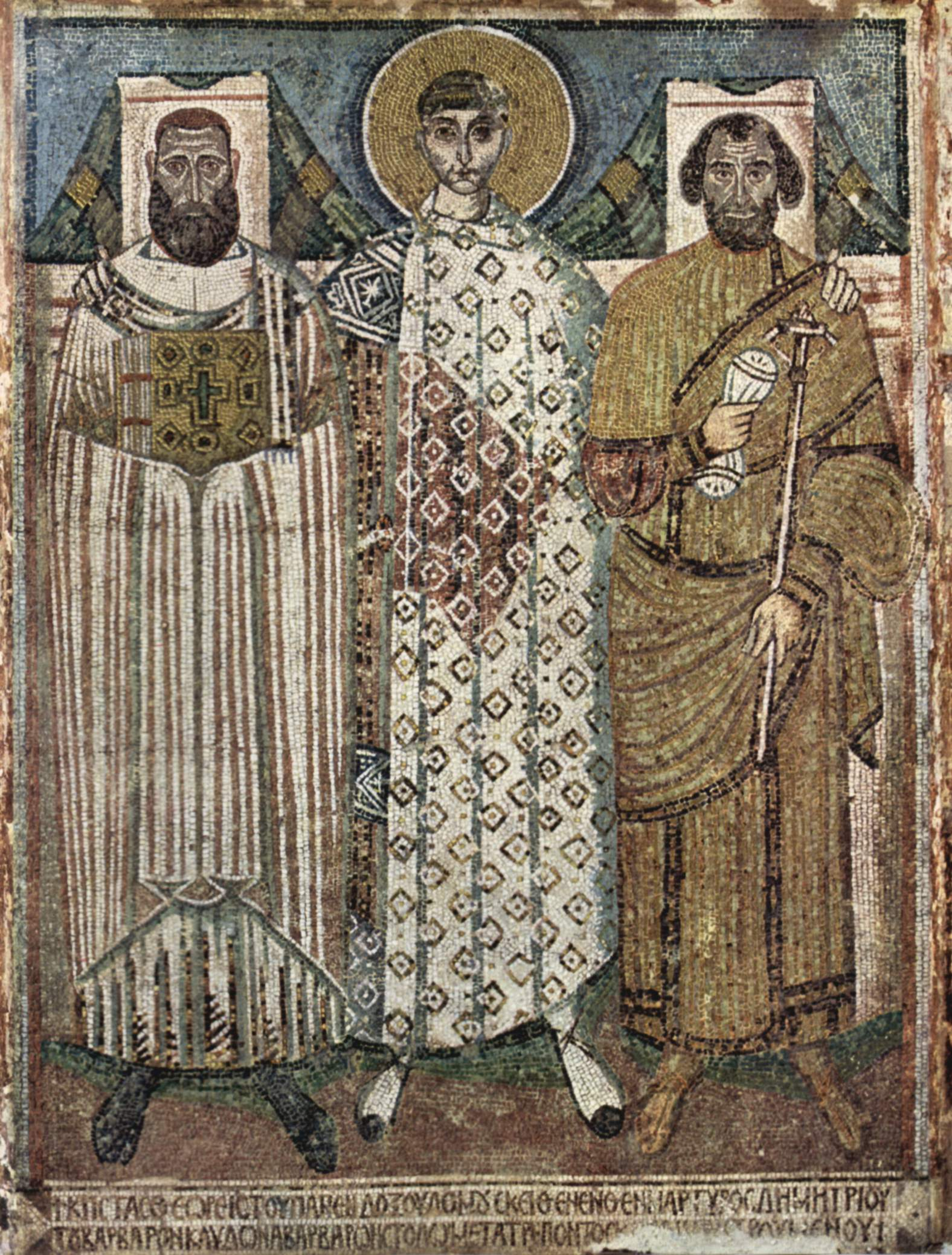
Mozaika ze 7. století z katedrály sv. Demetria v Soluni, zobrazující světce s městským arcibiskupem (vlevo) a eparchou (vpravo)

Druhá kniha Zázraků svatého Demetria zmiňuje Perbunda – „krále Rynchinů“ – jako mocného slovanského vládce, který byl dostatečně asimilován, takže se domluvil řecky, a měl vztahy se Soluní do té míry, že si tam udržoval rezidenci a dokonce chodil oblečen po byzantském způsobu. Podle Zázraků mír existující mezi Slovany a Byzantinci skončil, když byl nejmenovaný byzantský eparcha ze Soluně informován, že Perbundos plánuje táhnout proti městu. Eparcha to oznámil byzantskému císaři, který nařídil Perbunda zadržet. Poté, co informoval představitele města, nechal eparcha Perbunda během jeho pobytu ve městě zatknout, nasadit mu pouta a poslat ho do byzantského hlavního města Konstantinopole.
Rynchinové spolu s dalším slovanským kmenem žijícím v sousedním údolí řeky Strumy, Strumenci, byli Perbundovým zatčením velmi pobouřeni. Na jejich žádost se společná delegace včetně soluňských vyslanců vydala do Konstantinopole, aby se za něj přimluvila – podle byzantologa Paula Lemerleho šlo o jedinečnou událost, která ilustruje překvapivě blízký a přátelský vztah mezi byzantským městem a jeho „barbarskými“ sousedy. Formulace v Zázracích jasně ukazuje, že se Perbundos provinil nějakým přestupkem, protože delegace měla žádat o milost, ale ne o zproštění viny. Císař, který byl mezitím uprostřed rozsáhlých příprav na válku s Araby, slíbil, že jakmile válka skončí, bude Perbundos propuštěn. Vyslanci byli s touto odpovědí zřejmě spokojeni a vrátili se domů; neklid mezi Slovany na chvíli utichl. Následné události ale ukázaly, že eparchovo podezření bylo oprávněné. Perbundovi se podařilo s pomocí císařského překladatele, který měl na starosti záležitosti týkající se slovanských kmenů, uprchnout . Po Perbundovi bylo zahájeno rozsáhlé pátrání a obavy z bezprostředního slovanského útoku na Soluň vedly císaře k vyslání rychlého dromóna, aby město varoval a instruoval jeho představitele, aby přijali opatření k obraně a nashromáždili zásoby potravin pro případ obležení. Po čtyřiceti dnech byl Perbundos nalezen, když se skrýval na překladatelově panství poblíž města Bizye. Překladatel byl popraven, ale Perbundos se vrátil do vězení v Konstantinopoli. Po dalším neúspěšném pokusu o útěk veřejně prohlásil svůj záměr pozvednout všechny slovanské kmeny k povstání a zmocnit se Soluně. Po svém přiznání byl popraven.

## Slovanské povstání
Poté, co se dozvěděli o Perbundově popravě, se Rynchinové vzbouřili, brzy se k nim přidali Strumenci a další sousední kmen, Sagudaté. Mnoho dalších slovanských kmenů se však ke vzpouře nepřipojilo a někteří, jako například Velegeziti, dokonce byli ochotni podpořit Byzantince.

### Blokáda a hladomor v Soluni
Slovanští spojenci zablokovali Soluň na souši a přepadali její okolí, přičemž každému kmeni byla přidělena odlišná oblast: Strumenci útočili z východu a severu, Rynchinové z jihu a Sagudaté ze západu. Každý den po dobu dvou let provedli tři nebo čtyři nájezdy na souši i na moři; veškerý dobytek byl odvezen, zemědělství upadlo a námořní doprava se zastavila. Každý, kdo se odvážil vyjít z městských hradeb, byl pravděpodobně zabit nebo zajat. Historik Florin Curta poznamenal, že Slované „se zdáli být lépe organizovaní než v kterémkoli z předchozích obléhání, s armádou zvláštních oddílů lučištníků a válečníků vyzbrojených praky, kopími, štíty a meči“.
Město mohlo očekávat jen malou pomoc od císaře, který si tváří v tvář arabské hrozbě nemohl dovolit poslat žádné vojáky. Situaci ještě zhoršilo vedení města, které povolilo, aby obilí nashromážděné v sýpkách bylo podle císařových instrukcí jen jeden den před začátkem blokády prodáno cizím lodím v přístavu za cenu jednoho solidu za sedm modiů. Anonymní autor Zázraků silně kritizoval obchodní a občanské elity za jejich chamtivost a krátkozrakost, které vedly k rychlému vypuknutí hladomoru uvnitř města. Hladomor, umocněný nedostatkem vody a podrobně popsaný v textu Zázraků, způsobil mezi obyvateli velké utrpení.
Situace se zhoršila natolik, že mnoho obyvatel města přeběhlo k obléhatelům, kteří je na oplátku z obav před takovým počtem Byzantinců mezi nimi prodali jako otroky jiným slovanským kmenům v balkánském vnitrozemí; teprve poté, co někteří z těchto otroků utekli a přinesli zprávu o svém utrpení zpět do Soluně, přebíhání ustalo. V téže souvislosti – ale jen mimochodem – se autor Zázraků zmínil o zradě části Slovanů ležících na sever od města, kteří, ač se zdálo, že s městem obchodují, vyvraždili „květ našich nejstatečnějších spoluobčanů“. Přesný význam této pasáže je nejasný; může naznačovat neúspěšnou vojenskou operaci obklíčených nebo masakr skupiny přeběhlíků, kteří se pokusili vrátit do města, ale je také možné, že alespoň část obléhatelů (podle označené polohy pravděpodobně patřící k Strumencům) udržovala vztahy s městem a že blokáda nebyla zcela neprostupná.

### Příjezd byzantské flotily a velký slovanský útok

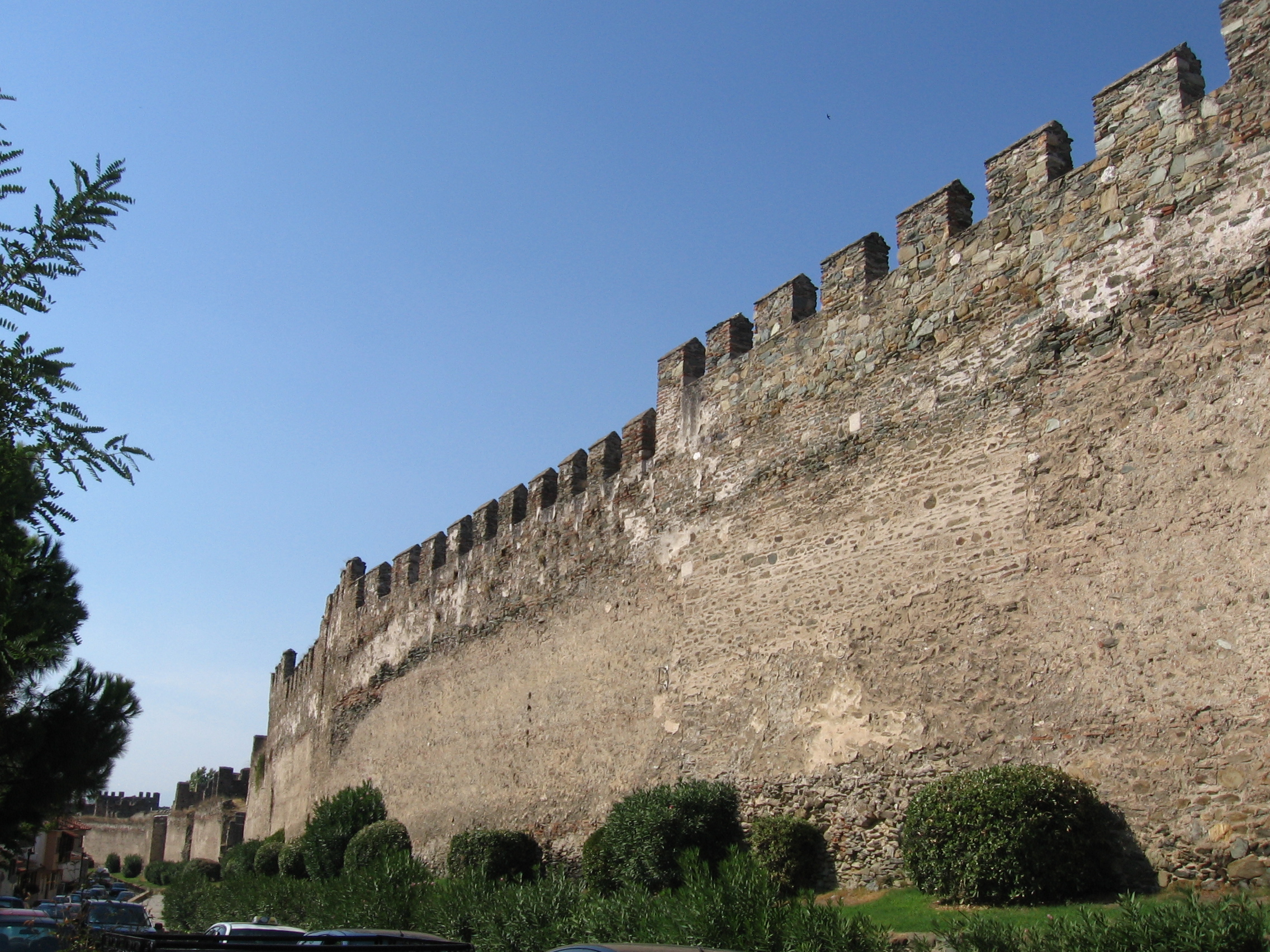
Byzantské městské hradby v Soluni

Jistou naději poskytl příjezd flotily deseti válečných lodí, což bylo vše, co si císař mohl dovolit vyslat, protože byl zaneprázdněn „jinou válkou“ s Araby. Podle autora Zázraků však námořníci zneužili nouze Soluňských a prodávali jim obilí, které přivezli, za velmi přemrštěné ceny, zatímco městské úřady je využívaly jako pracovní sílu k hledání skrytých skrýší obilí ve městě. Nově příchozí stejně nebyli schopni zabránit Slovanům volně operovat v okolí města; každému, kdo se odvážil mimo městské hradby, ať na souši nebo na moři, a hledal potravu, hrozilo nebezpečí útoku. V důsledku toho se shromáždění občanů i s vedením města rozhodlo vyslat těchto deset lodí spolu s jakýmkoliv dalším plavidlem, které by se ve městě našlo, a obsazené těmi nejudatnějšími občany, aby získali potraviny od Velegezitů, kteří žili na břehu Pagasitického zálivu v Thesálii.
Nepřítomnost tolika obránců si však Slované všimli a rozhodli se ji využít k útoku na město. Požádali o pomoc Draguvity, velký kmen (nebo konfederaci kmenů) žijící severozápadně od Soluně, kteří měli znalosti výroby obléhacích strojů. Rozsah účasti Draguvitů při obléhání je nejasný; podle Lemerleho pravděpodobně poskytli pouze stroje a možná i jejich obsluhu. Takto posílení Slované zahájili svůj rozhodující útok 25. července 677.
Podle vyprávění v Zázracích způsobil první zázračný zásah svatého Demetria, že se Strumenci zastavili a otočili zpět, když byli asi tři míle od městských hradeb; důvody tohoto obratu nejsou známy, ale v podstatě ponechali hlavní bojový nápor pouze na Rynchinech a Sagudatech. Z hagiografické povahy Zázraků a použití obvyklých literárních topoi je obtížné shromáždit věrohodné podrobnosti o bojích; rozhodně není zmíněno, že by obléhací stroje poskytnuté Draguvity hrály v událostech nějakou zvláštní roli. Během tří dnů, od 25. do 27. července, zahájili Slované útoky na městské hradby, ale byli obránci zastaveni s pomocí – podle Zázraků – samotného svatého Demetria, který mnohokrát zasáhl, aby útoky odrazil. Nejpozoruhodnější je zmínka, že se zjevil osobně, pěšky a s kyjem, aby odrazil útok Draguvitů proti výpadní brance na místě zvaném Arktos – událost, kterou někteří historikové interpretovali jako znamení, že Slované pronikli do města. Večer 27. července Slované útok přerušili a stáhli se, vzali s sebou své padlé a opustili obléhací stroje, které Soluňané odvezli do města. O několik dní později se výprava vyslaná do Thesálie vrátila s nákladem pšenice a sušené zeleniny.

### Císařská výprava a konec blokády
Navzdory neúspěchu při útoku a naopak úspěšnému doplnění zásob potravin ve městě Slované pokračovali v blokádě a nájezdech, zřídili kolem města nástrahy, ale jejich tlak na samotné město poněkud polevil. Jejich pozornost se nyní přesunula k moři a zahájili nájezdy proti námořní obchodní dopravě za použití nejen svých primitivní monoxylů, ale i skutečných lodí, schopných plout na volném moři. S nimi podnikli nájezdy přes severní Egejské moře, dokonce pronikli do Hellespontu a dosáhli Prokonnésu v Marmarském moři.
To trvalo do té doby, než císař nařídil své armádě postupovat přes Thrákii proti Slovanům (výslovně jménem jsou uváděni pouze Strumenci). Lemerle zaznamenal překvapivou absenci podobných rozkazů námořnictvu vzhledem k nedávné pirátské aktivitě Slovanů, ale byl toho názoru, že cílem výpravy bylo vyřešit problém zcela zásadně a přímo postihnout území zúčastněných kmenů. Strumenci, kteří obdrželi zprávy o císařových záměrech, měli dostatek času na přípravu k obraně, obsadili průsmyky a další strategické pozice a povolali na pomoc ostatní kmeny. Přesto byli císařskými vojsky rozhodně poraženi a donuceni uprchnout; slovanské osady v okolí Soluně byly opuštěny, protože Slované hledali útočiště ve vnitrozemí. Vyhladovělí Soluňané, včetně neozbrojených žen a dětí, využili příležitosti k drancování nedalekých slovanských osad, aby v nich získali potraviny. Císař také vyslal obilnou flotilu se silným doprovodem válečných lodí, dopravující do města 60 000 modiů pšenice, což Lemerle považoval za výmluvný důkaz obnovené schopnosti byzantské vlády rozhodným způsobem zasáhnout na Balkáně poté, co pominulo arabské nebezpečí. Následně Slované požádali o mírová jednání, o jejichž výsledku nejsou žádné zmínky.

## Otázka chronologie

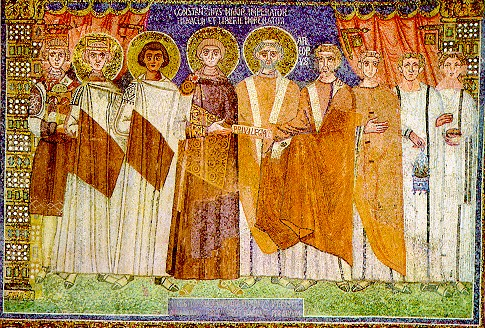
Císař Konstantin IV. se svou družinou, mozaika v bazilice sv. Apolináře v Classe, Ravenna

Zázraky se nezmiňují o žádném konkrétním datu kromě „páté indikce“, což vede ke spekulacím historiků o vročení těchto událostí. Někteří historikové se řídili názorem německého historika 19. století G. L. F. Tafela, který popsané události umístil do roku 634, ale tehdy vládnoucí císař Herakleios (610–641) nebyl v Konstantinopoli a konflikt s Araby tehdy ještě nevypukl. Hélène Antoniades-Bibicou a Halina Evert-Kappesová navrhly jinou konstrukci, která počítala se zatčením Perbunda v roce 644, po kterém následovalo dvouleté obléhání Soluně s velkým slovanským útokem v „páté indikci“ v roce 647, následované císařským tažením proti Strumencům v letech 648/649. Charles Diehl a další ho ztotožňovali s tažením Konstanta II. v letech 657–658; Henri Grégoire navrhl jako datum generálního útoku rok 692, ale Byzantinci a Arabové v letech před tím žili v míru. Jiná teorie, podporovaná Františkem Dvorníkem a Konstantinem Jirečkem, ztotožňovala tažení na konci obléhání s výpravou zahájenou Justiniánem II. (685–695, 705–711) v letech 687/688, kdy císař vedl osobně tažení přes Thrákii a Makedonii až do Soluně, čímž obnovil pozemní spojení mezi ní a Konstantinopolí. To by zařadilo obléhání do let 685–687, ale tyto roky byly opět obdobím míru s Araby.
Chronologii, kterou dnes přijímá většina vědců, stanovil Paul Lemerle ve svém kritickém vydání Zázraků, které se opírá o řadu faktorů: dlouhý čas, který uplynul od předchozích slovanských obléhání, jak vyplývá z vyprávění, vylučuje dřívějších dataci. Císař vládnoucí během obléhání byl stejný jako ten, který vládl v době sestavování zprávy, což vylučuje Justiniána II., protože jeho osobní příjezd do Soluně by byl autorem zmíněn; císařovo zaměstnání konfliktem s Araby vylučuje rok 662, kdy kvůli První Fitně udržovali Arabové s Byzancí mír. Zbývá rok 676/677, kdy Byzanc za Konstantina IV. (668–685) čelila mohutnému náporu zahájenému v letech 671/672 umajjovským chalífátem, který vyvrcholil obléháním Konstantinopole v letech 674–678; jako jediný vyhovuje všem faktům popsaným ve zdroji včetně „páté indikce“. Rekonstruovaná chronologie, kterou navrhl Lemerle, umísťuje zatčení a popravu Perbunda někdy na začátek roku 676, přičemž slovanská aliance zahájila obléhání v létě 676 a vyvrcholila velkým útokem na Soluň v červenci 677. Císařská výprava proti Strumencům a zrušení obléhání proběhly v létě 678 po zničení arabské flotily a ukončení arabské hrozby před Konstantinopolí. Andreas Stratos navrhl ještě delší časový rámec, přičemž Perbundův příběh se odehrál někdy v letech 672–674, jeho poprava se konala v letech 674/675, právě když arabské obležení Konstantinopole začalo naplno, po němž následovalo zahájení slovanských útoků na Soluň v roce 675. V dalších událostech se již přidržuje Lemerleově chronologie.